# Joškar-Ola
Joškár-Olá (in russo e in mari Йошка́р-Ола́) è una città della Russia europea centrale, sul fiume Malaja Kokšaga (Малая Кокшага), capitale della repubblica dei Mari.

## Etimologia
Il toponimo viene dalla lingua mari, e significa "città rossa"; negli anni imperiali aveva il nome di C'arëvokokšajsk (Царёвококшайск), che le venne cambiato nel 1919, successivamente all'ascesa dei bolscevichi al potere, in Krasnokokšajsk (Краснококшайск), nome che mantenne fino al 1927. Entrambi i nomi derivano direttamente dal nome del fiume che la bagna.

## Storia
La città conobbe un certo sviluppo, soprattutto a partire dal secondo dopoguerra, che la portò a diventare il maggior centro industriale della regione e un nodo stradale e ferroviario di una certa rilevanza. Tuttavia, anche Joškar-Ola è stata investita in maniera molto pesante dalla crisi che ha accompagnato il crollo dell'Unione Sovietica.

## Clima
| Joškar-Ola (1991-2020) Fonte: | Mesi         | Mesi         | Mesi         | Mesi         | Mesi        | Mesi        | Mesi        | Mesi        | Mesi        | Mesi         | Mesi         | Mesi         | Stagioni | Stagioni | Stagioni | Stagioni | Anno  |
| Joškar-Ola (1991-2020) Fonte: | Gen          | Feb          | Mar          | Apr          | Mag         | Giu         | Lug         | Ago         | Set         | Ott          | Nov          | Dic          | Inv      | Pri      | Est      | Aut      | Anno  |
| ----------------------------- | ------------ | ------------ | ------------ | ------------ | ----------- | ----------- | ----------- | ----------- | ----------- | ------------ | ------------ | ------------ | -------- | -------- | -------- | -------- | ----- |
| T. max. media (°C)            | −7,3         | −6,3         | 0,4          | 10,3         | 19,4        | 23,1        | 25,4        | 22,8        | 16,4        | 8,0          | −0,6         | −5,7         | −6,4     | 10,0     | 23,8     | 7,9      | 8,8   |
| T. media (°C)                 | −10,5        | −10,2        | −3,9         | 4,9          | 12,8        | 17,0        | 19,3        | 16,8        | 11,1        | 4,4          | −3,1         | −8,4         | −9,7     | 4,6      | 17,7     | 4,1      | 4,2   |
| T. min. media (°C)            | −13,7        | −13,9        | −7,8         | 0,2          | 6,7         | 11,3        | 13,5        | 11,5        | 6,8         | 1,4          | −5,4         | −11,2        | −12,9    | −0,3     | 12,1     | 0,9      | 0,0   |
| T. max. assoluta (°C)         | 4,5 (2007)   | 7,4 (2015)   | 15,8 (2020)  | 28,9 (1950)  | 33,4 (2007) | 36,8 (2010) | 38,7 (1971) | 39,1 (2010) | 31,6 (1995) | 23,9 (1991)  | 13,0 (2019)  | 7,2 (2008)   | 7,4      | 33,4     | 39,1     | 31,6     | 39,1  |
| T. min. assoluta (°C)         | −46,9 (1942) | −41,7 (1967) | −38,9 (1963) | −21,8 (1944) | −6,0 (1969) | −2,5 (1950) | 2,0 (2009)  | −1,4 (1969) | −7,5 (1938) | −18,9 (1968) | −33,6 (1961) | −47,3 (1978) | −47,3    | −38,9    | −2,5     | −33,6    | −47,3 |
| Precipitazioni (mm)           | 40           | 30           | 32           | 32           | 40          | 64          | 76          | 65          | 54          | 57           | 43           | 42           | 112      | 104      | 205      | 154      | 575   |

## Infrastrutture e trasporti

### Aereo
La città è servita dall'Aeroporto di Joškar-Ola e collegata con i voli di linea giornalieri con l'Aeroporto Internazionale di Mosca-Domodedovo.
Joškar-Ola ospita inoltre, nelle vicinanze, una base missilistica.

## Amministrazione

### Gemellaggi
- Szombathely, dal 1971
- Bourges, dal 1990
- Princeton, dal 2003

## Arte

### Statua di Lorenzo il Magnifico

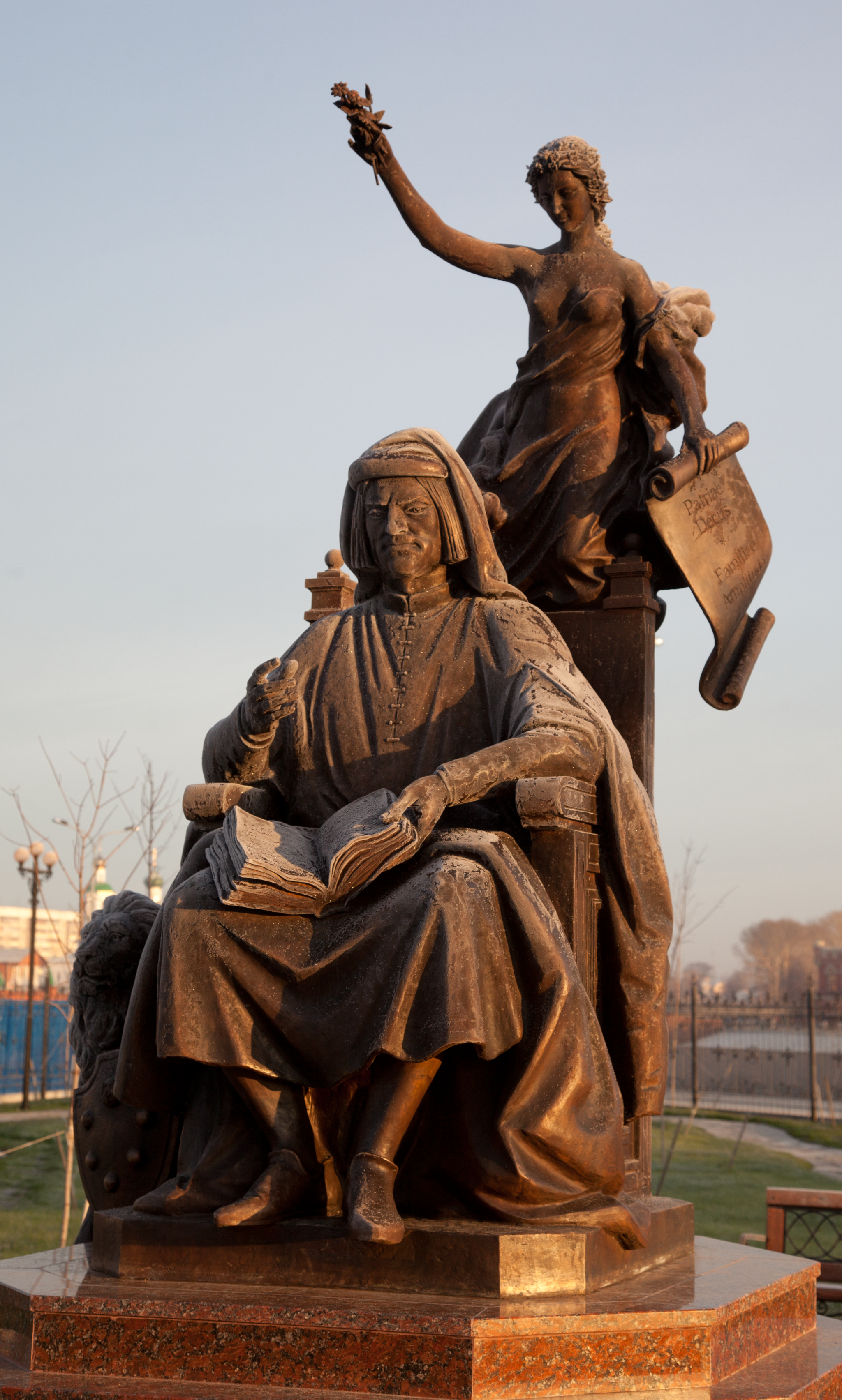
Monumento a Lorenzo il Magnifico

Sul lungofiume Voskresenskaya nel 2012 è stato inaugurato un monumento dedicato a Lorenzo il Magnifico, raffigurato seduto su un trono: nella mano sinistra sfoglia un libro, simbolo di conoscenza e saggezza, alla sua destra un leone tiene con la zampa sinistra lo stemma della famiglia dei Medici, dietro una musa con una pergamena che reca i principi del governo di Lorenzo: “Patriae decus, familiae amplitudo, incrementaum atrium”.